# كيت دينتون
كيت دينتون (بالإنجليزية: Kit Denton)‏ هو موزع ‏ وكاتب أسترالي، ولد في 5 مايو 1928 في ستيبني في المملكة المتحدة، وتوفي في 14 أبريل 1997 في الجبال الزرقاء في أستراليا.